# Hohenbuehelia delasotae
Hohenbuehelia delasotae är en svampart som beskrevs av Singer 1989. Hohenbuehelia delasotae ingår i släktet Hohenbuehelia och familjen musslingar.   Inga underarter finns listade i Catalogue of Life.